# Raum (Film)
Raum (Originaltitel: Room) ist ein irisch-kanadisch-britisch-US-amerikanisches Filmdrama von Lenny Abrahamson aus dem Jahr 2015. Der Film basiert auf dem gleichnamigen Roman von Emma Donoghue, die auch das Drehbuch verfasste. Die Hauptdarstellerin Brie Larson wurde für ihre Rolle mit einem Oscar und einem Golden Globe ausgezeichnet; Jacob Tremblay, Joan Allen, Sean Bridgers und William H. Macy sind in weiteren Rollen zu sehen. Der Film handelt von einer Mutter und ihrem fünfjährigen Sohn, die nach jahrelanger Gefangenschaft in einem engen Raum endlich die Freiheit erlangen. Raum stieß bei Kritikern auf positive Reaktionen und konnte eine Vielzahl von Filmpreisen gewinnen.
Nach seiner Premiere am 4. September 2015 kam Raum am 16. Oktober 2015 in den USA in die Kinos. In Deutschland lief er am 17. März 2016 an.

## Handlung
Die 24-jährige Joy Newsome lebt mit ihrem 5-jährigen Sohn Jack in einem neun Quadratmeter großen Schuppen, den sie Raum nennen. Darin befinden sich ein Bett, eine Toilette, eine Badewanne, ein kleiner Tisch mit Stühlen und eine rudimentäre Küche. Das einzige Fenster ist ein Oberlicht. Ein Mann, den sie beide Old Nick nennen und der Jacks biologischer Vater ist, hat Joy vor sieben Jahren entführt und hält sie seither in dem Schuppen gefangen. Old Nick sucht den Raum regelmäßig auf, um Lebensmittel zu bringen und Joy routiniert zu vergewaltigen, während Jack im Wandschrank schläft. Jack ist ein lebhafter Junge, der am Anfang des Films seinen 5. Geburtstag feiert. Obwohl Joy durch die dürftigen Lebensmittel an Mangelernährung und durch ihre hoffnungslose Lage an Depressionen leidet, gibt sie sich für Jack optimistisch und lässt ihn glauben, dass nur Raum real sei und der Rest der Welt einzig im Fernsehen existiere.
Eines Tages offenbart Old Nick, dass er vor einiger Zeit seinen Job verloren habe und möglicherweise ihre Versorgung nicht mehr sicherstellen könne. Joy beschließt, mit Jacks Hilfe zu entkommen. Sie lässt Jack eine Erkältung mit Fieber simulieren und hofft, dass Old Nick beide in ein Krankenhaus fährt, doch er bringt stattdessen Medikamente vorbei. Daraufhin bringt Joy ihrem Sohn bei, sich totzustellen, wickelt ihn in den Teppich ein und verlangt von Old Nick in einem vorgetäuschten Nervenzusammenbruch, Jack aus dem Raum zu bringen und ihn dort hinzubringen, „wo Bäume sind“. Old Nick fällt auf diese List herein, packt den Teppich mit Jack auf die Ladefläche seines Pick-ups und fährt los. Bei einem Halt an einem Stoppschild springt Jack von der Ladefläche und kann einen Passanten auf sich aufmerksam machen. Old Nick flieht daraufhin und lässt Jack zurück. Aufgrund von Jacks Erinnerung an die Zwischenstopps während der Fahrt sowie Satellitenaufnahmen kann die Polizei das Anwesen mit dem Schuppen lokalisieren und Joy befreien. Sie und Jack erleben eine emotionale Wiedervereinigung mit Joys Eltern. Später wird in den Nachrichten berichtet, dass Old Nick verhaftet werden konnte.
Jack und Joy verbringen eine kurze Zeit im Krankenhaus und ziehen danach zu Joys Mutter und ihrem neuen Lebensgefährten Leo. Das Verhältnis zu ihrem Vater erfährt einen emotionalen Tiefpunkt, weil dieser seinen Enkel, entstanden aus einer Vergewaltigung, nicht anerkennt. Es wird ersichtlich, dass für Jack, der nie etwas anderes als Raum kannte, die Umstellung auf das Leben in der Außenwelt sehr schwer wird. Er spricht anfangs nur mit seiner Mutter und äußert den Wunsch, wieder in den Raum zurückzukehren. Joy ist traurig und verärgert über die sieben Jahre Gefangenschaft. Im Streit verletzt sie die Gefühle ihrer Mutter, indem sie ihr vorwirft, im Gegensatz zu ihr selbst ein normales Leben geführt zu haben.
Mit der Zeit wird Joy immer depressiver. Dennoch stimmt sie einem Vorschlag ihres Anwalts zu einem Fernsehinterview zu. Als die Interviewerin ihre Entscheidung infrage stellt, Jack nach der Geburt in Gefangenschaft zu behalten, statt Old Nick zu bitten, ihn vor ein Krankenhaus zu legen und ihm dadurch die Freiheit zu ermöglichen, wird sie von Schuldgefühlen überwältigt und unternimmt einen Suizidversuch. Daraufhin wird sie wieder ins Krankenhaus gebracht; Jack bleibt bei seiner Großmutter und Leo. Während Joys Abwesenheit lernt Jack Leos Hund kennen, entscheidet sich zu seinem ersten Haarschnitt und spielt mit einem gleichaltrigen Nachbarsjungen. Zudem entwickelt er nun ein engeres Verhältnis zu seiner Familie. Als Joy schließlich aus dem Krankenhaus zurückkehrt, möchte Jack mit ihr ein letztes Mal Raum besuchen. Dort angekommen erklärt er, dass Raum geschrumpft sei und mit geöffneter Tür nicht das sei, was er in Erinnerung habe. Bevor beide den Schuppen verlassen, verabschieden sie sich von Raum.

## Hintergrund
Der Film wurde vom 10. November bis zum 15. Dezember 2014 in Toronto gedreht. Für ihre Rolle als Joy Newsome suchte Brie Larson den Rat eines Ernährungsberaters sowie eines Trauma-Experten. Auch Shailene Woodley war zwischenzeitlich für die Rolle der Joy Newsome im Gespräch gewesen. Nach Das Königsspiel (1993) und Pleasantville – Zu schön, um wahr zu sein (1998) stellt der Film die dritte Zusammenarbeit von Joan Allen und William H. Macy dar.
Raum feierte am 4. September 2015 auf dem Telluride Film Festival Premiere und wurde am 16. Oktober 2015 in ausgewählten Kinos in den USA veröffentlicht. In Deutschland lief der Film am 17. März 2016 an.

## Kritik
Der Film stieß bei Kritikern überwiegend auf positive Reaktionen. Auf Rotten Tomatoes hält er derzeit (Stand: Juni 2019) eine Bewertung von 93 %, basierend auf 300 Kritiken, mit einer Durchschnittsbewertung von 8,4/10. Auf Metacritic erreichte er einen Metascore von 86/100, basierend auf 43 erfassten Kritiken. Kai Mihm von epd Film meint: Die Verfilmung des Bestsellers von Emma Donaghue erzählt von einer jungen Frau und ihrem kleinen Sohn, die seit Jahren gefangen gehalten werden […] Mit sparsamen, meisterhaft eingesetzten Stilmitteln macht ,Raum‘ diese alptraumhafte Situation in erschütternder Intensität nachfühlbar. […] Ganz ohne Pathos, ein großartiger Film.

## Synchronisation
Die deutsche Synchronisation entstand unter dem Dialogbuch und der Dialogregie von Clemens Frohmann bei Interopa Film in Berlin.
| Schauspieler    | Rollenname           | Deutscher Synchronsprecher |
| --------------- | -------------------- | -------------------------- |
| Brie Larson     | Joy „Ma“ Newsome     | Laura Maire                |
| Jacob Tremblay  | Jack Newsome         | Xara Eich                  |
| Joan Allen      | Nancy Newsome        | Susanna Bonaséwicz         |
| William H. Macy | Robert Newsome       | Joachim Tennstedt          |
| Sean Bridgers   | Old Nick             | Viktor Neumann             |
| Tom McCamus     | Leo                  | Hans-Eckart Eckhardt       |
| Amanda Brugel   | Officer Parker       | Svantje Wascher            |
| Cas Anvar       | Dr. Mittal           | Nico Mamone                |
| Wendy Crewson   | Talkshow-Moderatorin | Susanne von Medvey         |

## Auszeichnungen
| Academy Awards 2016 - Beste Hauptdarstellerin (Brie Larson) - Nominiert für Bester Film - Nominiert für Beste Regie (Lenny Abrahamson) - Nominiert für Bestes adaptiertes Drehbuch (Emma Donoghue) Golden Globe Awards 2016 - Beste Hauptdarstellerin – Drama (Brie Larson) - Nominiert für Bester Film – Drama - Nominiert für Bestes Filmdrehbuch (Emma Donoghue) British Academy Film Awards 2016 - Beste Hauptdarstellerin (Brie Larson) - Nominiert für Bestes adaptiertes Drehbuch (Emma Donoghue) Critics’ Choice Movie Awards Jan. 2016 - Beste Hauptdarstellerin (Brie Larson) - Beste/r Jungdarsteller/in (Jacob Tremblay) - Bestes Originaldrehbuch (Emma Donoghue) - Nominiert für Bester Film British Independent Film Awards 2015 - Bester ausländischer Independentfilm Toronto International Film Festival 2015 - People’s Choice Award (Lenny Abrahamson) Detroit Film Critics Society Awards 2015 - Nominiert für Beste Darstellerin (Brie Larson) - Nominiert für Bester Nebendarsteller (Jacob Tremblay) - Nominiert für Bester Breakthrough/Newcomer (Jacob Tremblay) Chicago Film Critics Association Awards 2015 - Beste Hauptdarstellerin (Brie Larson) - Vielversprechendster Darsteller (Jacob Tremblay) - Nominiert für Bestes adaptiertes Drehbuch (Emma Donoghue) Gotham Awards 2015 - Beste Schauspielerin (Brie Larson) Heartland Filmfestival 2015 - Truly Movie Picture Award (Lenny Abrahamson) Internationales Filmfestival Warschau 2015 - Publikumspreis (Lenny Abrahamson) Screen Actors Guild Awards 2016 - Beste Hauptdarstellerin (Brie Larson) - Nominiert für Bester Nebendarsteller (Jacob Tremblay) Satellite Awards 2015 - Nominiert für Bester Film - Nominiert für Beste Regie (Lenny Abrahamson) - Nominiert für Bestes adaptiertes Drehbuch (Emma Donoghue) - Nominiert für Beste Hauptdarstellerin (Brie Larson) Independent Spirit Awards 2016 - Beste Hauptdarstellerin (Brie Larson) - Bestes erstes Drehbuch (Emma Donoghue) - Nominiert für Bester Schnitt (Nathan Nugent) |